# Louis-Eugène Faucher
Louis-Eugène Faucher, francoski general, * 1874, † 1964.
Pred drugo svetovno vojno je bil francoski vojaški predstavnik na Češkoslovaškem.